# Générateur infinitésimal
Un générateur infinitésimal est un outil de calcul stochastique, utilisé notamment pour les processus de Markov à temps continu.

## Dans les chaînes de Markov à temps continu
- Soit le processus stochastique {\displaystyle \{X(t),t\geq 0\}} à temps continu et à états discrets.
  - Soit {\displaystyle \tau _{i}} la variable aléatoire désignant le temps que passe le processus à l'état {\displaystyle i} avant de passer dans un autre état. Les chaînes de Markov à temps continu sont des processus stochastiques qui doivent (entre autres) vérifier la propriété de non-vieillissement :
{\displaystyle P[\tau _{i}>t+s|\tau _{i}>t]=P[\tau _{i}>s],}
ce qui signifie que le temps qu'il reste à passer dans un état ne dépend pas du temps déjà passé dans cet état.
De cette propriété on peut déduire que dans une chaîne de Markov à temps continu les variables aléatoires {\displaystyle \tau _{i}} suivent des lois exponentielles (car celles-ci sont les seules lois de probabilités continues vérifiant la propriété de non-vieillissement).
  - On notera {\displaystyle p_{ij}(t)} la probabilité que partant de l'état {\displaystyle i} à un instant {\displaystyle s}, on soit dans {\displaystyle j} à l'instant {\displaystyle t+s}. C'est-à-dire :

{\displaystyle p_{ij}(t)=P[X(s+t)=j|X(s)=i]=P[X(t)=j|X(0)=i].}
Les fonctions {\displaystyle p_{ij}(t)} sont appelées « fonctions de transition de la chaîne », et ont la propriété :
Pour tout i, {\displaystyle \sum _{j=0}^{\infty }p_{ij}(t)=1} (c'est-à-dire que l'on doit forcément être dans un des états au temps t.)
Par ailleurs ces fonctions vérifient les équations de Chapman-Kolmogorov continues.